# Кардвелл (парафія, Нью-Брансвік)
Кардвелл (англ. Cardwell) — парафія в Канаді, у провінції Нью-Брансвік, у складі графства Кінгс.

## Населення
За даними перепису 2016 року, парафія нараховувала 1353 особи, показавши скорочення на 4,3%, порівняно з 2011-м роком. Середня густина населення становила 4,3 осіб/км².
З офіційних мов обидвома одночасно володіли 165 жителів, тільки англійською — 1 185. Усього 10 осіб вважали рідною мовою не одну з офіційних.
Працездатне населення становило 59,6% усього населення, рівень безробіття — 18,2% (25% серед чоловіків та 8,8% серед жінок). 88,3% осіб були найманими працівниками, а 10,2% — самозайнятими.
Середній дохід на особу становив $37 568 (медіана $27 339), при цьому для чоловіків — $48 973, а для жінок $24 510 (медіани — $36 736 та $21 664 відповідно).
35,7% мешканців мали закінчену шкільну освіту, не мали закінченої шкільної освіти — 26,5%, 37,8% мали післяшкільну освіту, з яких 16,1% мали диплом бакалавра, або вищий.
| Статево-вікова структура населення | Статево-вікова структура населення | Статево-вікова структура населення | Статево-вікова структура населення | Статево-вікова структура населення |
| ---------------------------------- | ---------------------------------- | ---------------------------------- | ---------------------------------- | ---------------------------------- |
|                                    |                                    |                                    |                                    |                                    |
| Всього                             | Всього                             | 51,9%48,1%                         |                                    |                                    |
| 0 — 14 років                       | 0 — 14 років                       |                                    | 15,1%                              | 15,1%                              |
| 15 — 64 років                      | 15 — 64 років                      |                                    | 65,3%                              | 65,3%                              |
| 65 і більше                        | 65 і більше                        |                                    | 19,6%                              | 19,6%                              |
| 85 і більше                        | 85 і більше                        |                                    | 1,1%                               | 1,1%                               |
| 100 і більше                       | 100 і більше                       |                                    | 0,4%                               | 0,4%                               |
| Середній вік (років)               | Середній вік (років)               | 43,143,6                           | 43,4                               | 43,4                               |
| Медіана (років)                    | Медіана (років)                    | 47,547,3                           | 47,4                               | 47,4                               |
| — чоловіки — жінки                 |                                    |                                    |                                    |                                    |

| Походження мешканців:     | Походження мешканців:     | Походження мешканців: | Походження мешканців: | Походження мешканців: |
| ------------------------- | ------------------------- | --------------------- | --------------------- | --------------------- |
| Походження                |                           |                       | осіб                  | %                     |
| Корінні американці        | Корінні американці        |                       | 15                    | 1.12%                 |
| Інше північноамериканське | Інше північноамериканське |                       | 645                   | 48.31%                |
| Європейське               | Європейське               |                       | 930                   | 69.66%                |
| британське                | британське                |                       | 820                   | 61.42%                |
| французьке                | французьке                |                       | 160                   | 11.99%                |

| Зайнятість населення за галузями (за класифікацією NOC): | Зайнятість населення за галузями (за класифікацією NOC): | Зайнятість населення за галузями (за класифікацією NOC): | Зайнятість населення за галузями (за класифікацією NOC): | Зайнятість населення за галузями (за класифікацією NOC): |
| -------------------------------------------------------- | -------------------------------------------------------- | -------------------------------------------------------- | -------------------------------------------------------- | -------------------------------------------------------- |
|                                                          |                                                          |                                                          |                                                          |                                                          |
| Управління                                               | Управління                                               |                                                          | 8,1%                                                     | 8,1%                                                     |
| Бізнес, фінанси та адміністрування                       | Бізнес, фінанси та адміністрування                       |                                                          | 8,1%                                                     | 8,1%                                                     |
| Природничі та прикладні науки                            | Природничі та прикладні науки                            |                                                          | 3%                                                       | 3%                                                       |
| Охорона здоров'я                                         | Охорона здоров'я                                         |                                                          | 5,9%                                                     | 5,9%                                                     |
| Освіта, правозахист, муніципальні та урядові служби      | Освіта, правозахист, муніципальні та урядові служби      |                                                          | 8,9%                                                     | 8,9%                                                     |
| Мистецтво, культура, відпочинок та спорт                 | Мистецтво, культура, відпочинок та спорт                 |                                                          | 1,5%                                                     | 1,5%                                                     |
| Роздрібна торгівля та послуги                            | Роздрібна торгівля та послуги                            |                                                          | 22,2%                                                    | 22,2%                                                    |
| Гуртова торгівля, транспорт та обладнання                | Гуртова торгівля, транспорт та обладнання                |                                                          | 25,9%                                                    | 25,9%                                                    |
| Природні ресурси, сільське господарство                  | Природні ресурси, сільське господарство                  |                                                          | 12,6%                                                    | 12,6%                                                    |
| Виробництво                                              | Виробництво                                              |                                                          | 4,4%                                                     | 4,4%                                                     |

## Клімат
Середня річна температура становить 5,1°C, середня максимальна – 22,6°C, а середня мінімальна – -14,6°C. Середня річна кількість опадів – 1 216 мм.
| Клімат поселення                              | Клімат поселення | Клімат поселення | Клімат поселення | Клімат поселення | Клімат поселення | Клімат поселення | Клімат поселення | Клімат поселення | Клімат поселення | Клімат поселення | Клімат поселення | Клімат поселення | Клімат поселення |
| Показник                                      | Січ.             | Лют.             | Бер.             | Квіт.            | Трав.            | Черв.            | Лип.             | Серп.            | Вер.             | Жовт.            | Лист.            | Груд.            |                  |
| Середній максимум, °C                         | −3,49            | −2,17            | 2,94             | 9,01             | 15,83            | 20,54            | 22,64            | 21,80            | 17,47            | 11,64            | 5,87             | −1,5             |                  |
| Середня температура, °C                       | −9,04            | −7,75            | −2,62            | 3,46             | 10,25            | 14,97            | 18,39            | 17,54            | 13,21            | 7,38             | 1,62             | −5,75            |                  |
| Середній мінімум, °C                          | −14,62           | −13,3            | −8,2             | −2,1             | 4,70             | 9,42             | 14,12            | 13,28            | 8,95             | 3,11             | −2,66            | −10,01           |                  |
| Норма опадів, мм                              | 114              | 90               | 103              | 90               | 102              | 97               | 95               | 87               | 98               | 111              | 114              | 115              |                  |
| Середньомісячна швидкість вітру, м/с          | 3.77             | 3.76             | 3.92             | 3.84             | 3.45             | 3.01             | 2.72             | 2.60             | 2.85             | 3.20             | 3.46             | 3.74             |                  |
| Середньомісячна сонячна радіація, кДж/м²·день | 5218             | 8565             | 12232            | 15220            | 18116            | 20165            | 19958            | 17649            | 13319            | 8459             | 5003             | 3981             |                  |
| --------------------------------------------- | ---------------- | ---------------- | ---------------- | ---------------- | ---------------- | ---------------- | ---------------- | ---------------- | ---------------- | ---------------- | ---------------- | ---------------- | ---------------- |
| Джерело:                                      |                  |                  |                  |                  |                  |                  |                  |                  |                  |                  |                  |                  |                  |